# 한국조달연구원
한국조달연구원은 정부조달분야에 대한 연구 활동을 수행하여 조달기관과 조달기업에 유익한 정보를 제공하고 중앙조달기관의 새로운 정책개발을 적극적으로 지원하기 위해 설립된 재단법인이다. 서울특별시 강남구 언주로 319 조우회관 5, 6층에 위치하고 있다.

## 설립 근거
민법 제32조 및 기획재정부장관과 그 소속청장의 주관에 속하는 비영리법인의 설립 및 감독에 관한 규칙 제4조

## 설립목적
공공조달과 관련한 수요(조달청, 공공기관, 민간기관) 및 공급기관(국내외 조달업체) 관련 정책지원을 목적으로 2006년 조달청의 승인을 받아 설립하였다.

## 연혁
- 2005년 연구원 설립준비 및 발기. 설립준비위원회 개최. 설립이사회 개최. 조달청장 설립허가. 법인등기. 법인사업자 등록
- 2006년 초대 김진원 원장 취임. 제2대 신삼철 원장 취임. 제1~5기 연구원 공채. 구매조달 학술대회 개최
- 2007년 대전지방사무소 개소. 조달청 물품목록화 용역사업자 선정. 한국기업데이터(주)와 MOU 체결. 중소기업진흥공단과 MOU 체결. (사)중소기업기술혁신협회(이노비즈협회)와 MOU 체결
- 2008년 제3대 김진원 원장 취임. 조달청 물품목록화 용역사업자 재선정(3년 장기계약)
- 2009년 제4대 김정현 원장 취임. 보훈복지단체 계약제도개선 연구용역 실시
- 2010년 한국구매조달학회 춘계학술발표대회 공동주최. 지문인증 전자입찰을 위한 지문등록업무 수행
- 2011년 목록업무를 수행할 수 있는 법인 지정
- 2014년 방위사업청 전문연구기관 지정

## 주요 기능
- 지속가능한 공공조달 활성화를 위한 제도 및 정책대안 연구
- 공공조달을 통한 중소기업 및 사회적 약자기업 지원제도 및 정책대안 연구
- 국가종합전자조달시스템 나라장터 운영 활성화 및 고도화 방안 연구
- UN 및 국제조달 시장 확대에 대응한 법/제도 및 정책대안 연구
- 국내외 조달 관련 정보의 수집·분석 및 제공
- 지방자치단체, 국내외 연구기관, 국제기구와 공동연구 및 연구협력사업
- 국내외 공공, 민간기관 및 조달업체 등으로부터 연구용역 수탁 및 수행 업무
- 나라장터(G2B)시스템에서 지문인증 전자입찰을 위한 지문등록업무
- MAS, 우수제품, 성능인증, 물품목록화 관련 컨설팅 및 교육지원 사업
- 연구결과의 출판 및 배포
- 기타 본 연구원 목적 달성에 필요한 사업

## 같이 보기
- 조달청